# Šuma kelpa
Šume kelpa su podvodna područja s velikim brojem jedinki raznih vrsta kelpa. Priznata su kao jedna od najproduktivnijih i najdinamičnijih ekosustava na Zemlji: rastu u cijelom svijetu u umjerenim i polarnim područjima oceana. Šume kelpa su 2007. godine također otkrivene i u tropskim vodama oko Ekvadora. Čine ih smeđe makroalge iz reda Laminariales, koje omogućavaju jedinstveno trodimenzionalno stanište raznim morskim organizmima. Promatrajući i proučavajući ih, biolozi su shvatili mnoge ekološke procese. Tijekom prošloga stoljeća razna su ekstenzivna istraživanja bila usredotočena na njih, posebno glede trofičke ekologije. Temeljem tih istraživanja došlo se do važnih ideja koje su mjerodavne i izvan toga jedinstvenoga ekosustava: otkriveno je tako da šume kelpa, primjerice, mogu utjecati na oceanografski izgled obale.
Međutim, utjecaj ljudi često rezultira degradacijom šuma kelpa. Vrlo su uznemiravajući učinci pretjeranoga izlova ribe u ekosustavima u blizini obale, zbog čega se biljojedi mogu namnožiti i uništiti kelp i druge alge. To pak vrlo brzo može dovesti do toga da takvo područje postane samo gola zemlja s malo životinja. Jedna od korisnih strategija u takvim slučajevima jest uspostavljanje zaštićenih morskih područja u kojima se može ograničiti utjecaj ribolova i zaštiti ekosustav od ostalih čimbenika pogubnih za određeno stanište.

## Kelp
Izraz "kelp" se odnosi na morske alge koje pripadaju taksonomskom redu Laminariales. Iako se ne smatraju taksonomski raznovrsnim redom, kelpi su raznoliki po građi i funkcionalnosti. Najpoznatiji kelpi su divovski kelpi (vrste roda Macrocystis), iako postoje brojni drugi rodovi poput Laminaria, Ecklonia, Lessonia, Alaria i Eisenia. 
Kelp stvara fizički supstrat i stanište za zajednice šuma kelpa. Kod algi se tijelo jedinke naziva talus prije nego "biljka". Morfološka struktura talusa kelpa se sastoji od tri glavna dijela:
- korijenski sustav je masa korjenčića koji drže talus za dno mora, iako ne prikupljaju niti donose hranjive tvari ostatku talusa kao pravi korijen biljke;
- stabljika je analogna stabljici biljke i širi se okomito iz korjenskog sustava i služi kao kostur koji pridržava ostale dijelove;
- listovi se šire sa stabljike, ponekada cijelom njezinom dužinom, i u njima se stvaraju hranjive tvari i odvija se fotosinteza.

Usto, mnoge vrste kelpa imaju pneumatociste, tj. mjehure sa zrakom koji se obično nalaze pri početku listova blizu stabljike. Oni omogućavaju talusu da ostane uspravan u vodi.
Okolišni čimbenici koji su potrebni da bi kelp preživio su čvrsti supstrat (obično stijene i kamenje), mnogo hranjivih tvari (npr. dušik, fosfor) i svjetlost (minimalna godišnja doza zračenja je više od 50 E m-2). Najproduktivnije šume kelpa se obično nalaze na mjestima uzlaznih struja u oceanu, jer struja donosi hladne vode bogate hranjivim tvarima iz većih dubina. Tok vode i turbulencija omogućavaju asimilaciju hranjivih tvari preko listova kelpa do kroz stup vode. Bistrina vode utiče na dubinu do koje svjetlost može doprijeti. U idealnim uvjetima divovski kelpi mogu narasti i 30 do 60 cm na dan. Neke vrste poput vrsta roda Nereocystis su jednogodišnje biljke, a druge poput Eisenia su višegodišnje i mogu živjeti više od 20 godina. Šume višegodišnjeg kelpa najbrže rastu tijekom mjeseci s uzlaznim strujama (obično u proljeće i ljeto), a rast usporava kada je hranjivih tvari manje, kada je manje svjetlosti i kada oluje postanu češće.
Kelpe se uglavnom povezuje s umjerenim i arktičkim vodama cijelog svijeta. Od prevladavajućih vrsta, Laminaria se uglavnom povezuje s obje strane Atlantskog oceana i obalama Kine i Japana; Ecklonia se može naći u Australiji, Novom Zelandu i u Južnoj Africi; Macrocystis se pojavljuje u sjeveroistočnom i jugoistočnom Tihom oceanu, oko otočjā u Južnom oceanu i na područjima oko Australije, Novog Zelanda i Južne Afrike. Područje s najvećom raznolikošću kelpa (više od 20 vrsta) je sjeveroistočni Tihi ocean, od sjevera San Franciscoa do Aleutskih otoka na Aljaski.
Iako su šume kelpa nepoznate u tropskim plitkim vodama, nakoliko vrsta Laminaria se ekstenzivno pojavljivalo u dubokim tropskim vodama. Ova općenita neprisutnost kelpa u tropima se smatra uzrokovanom uglavnom nedovoljnom razinom hranjivih tvari u toplim vodama. Jedno nedavno istraživanje je otkrilo da bi šume kelpa mogle postojati u toplim vodama, ali 200 metara ispod površine; istraživanje je pokrivalo sve svjetske trope. Izradili su jedan model za šume kelpa na Galapagoškim otocima u kojem je bilo označeno 8 mogućih "vrućih tačaka". Kasnije su zaista pronađene šume kelpa na svih 8 mjesta, što znači i da bi njihova predviđanja za ostatak tropa mogao biti točan. Važnost ovog doprinosa je ubrzo shvaćena unutar društva znanstvenika jer bi se, po rezultatima tog otkrića, neki kelpi mogli spasiti od globalnog zagrijavanja tako što bi se selili u vode koje postaju sve toplije, a prije su bile hladne. Također, ono objašnjava neke evolucijske osobine kelpa.

## "Arhitektura" ekosustava
Arhitektura ekosustava šume kelpa se zasniva na njenoj fizičkoj strukturi, koja utječe na povezane vrsta koje definiraju strukturu te zajednice. Strukturalno, u ovaj ekosustav spadaju tri dijela koje grade kelpi, a dva dijela koje grade druge alge:
- krošnja - ovaj dio ekosustava čine najveći kelpi, čiji listovi mogu doprijeti do površine (npr., Macrocystis i Alaria);
- kelpi sa stabljikom - ovi kelpi se obično šire nekoliko metara iznad dna mora i mogu narasti u guste skupine (npr., Eisenia i Ecklonia);
- pruženi kelpi leže blizu morskog dna i na njemu (npr., Laminaria);
- Bentonske zajednice se sastoje od drugih algi i nepokretnih organizama na dnu mora;
- pokrivač - koraljne alge koje neposredno i često ekstenzivno pokrivaju substrat (tlo).

Više vrsta kelpa često koegzistiraju u jednoj šumi; izraz "krošnja u nižim katovima" se odnosi na kelpe sa stabljikom i opružene kelpe. Na primjer, krošnja Macrocystisa se može širiti više metara iznad dna mora prema površini, dok se kelpi nižih katova, Eisenia i Pterygophora, pružaju prema gore samo nekoliko metara. Ispod njih mogu biti bentonske zajednice crvenih alga i sličnih živih bića. Gusta okomita infrastruktura s krošnjama koje leže jedna na drugoj tvori sustav mikrostaništa sličnih onima u šumama na kopnu, sa sunčanim krošnjama, djelomično zasjenjenom sredinom i tamnim dnom. Svaka skupina ima organizme povezane s njom, koji variraju po zavisnosti o njihovom staništu, a zajednica ovih organizama može varirati s morfologijom kelpa. Na primjer, u Kaliforniji šume vrste Macrocystis pyrifera, morski puž golać Melibe leonina i vrsta vrlo malenog škampa, Caprella californica, su vrlo usko povezani s krošnjom; Brachyistius frenatus, vrste roda Sebastes i mnoge druge ribe se mogu naći na katu kelpa sa stabljikom; zmijače i vrste puževa roda Tegula su blisko povezani s korjenjem kelpa, dok brojni biljožderi poput morskih ježinaca i školjaka žive na katu opruženih kelpa; mnoge zvjezdače, polipi i ribe bentosa žive u bentonskim zajednicama; samostalni koralji, razni puževi i bodljikaši žive na pokrivaču od koraljnih algi. Uz to, pelagijske ribe i morski sisavci su povezani sa šumama kelpa, obično dolazeći na rubove šume da bi se hranili stalnim organizmima.

## Hranidbena mreža
Klasična proučavanja ekologije šuma kelpa su se velikim dijelom usredotočila na trofička međudjelovanaj (vezu između organizama i njihovu hranidbenu mrežu), a posebno u razumijevanju trofičkih procesa "odozdo prema gore" i "odozgo prema dolje". Proces "odozdo prema gore" se uglavnom pokreće abiotičkim stanjima koja su potrebna da izrastu primarni proizvođači, poput svjetlosti i hranjivih tvari, a dalje se energija prenosi prema gore do glavnih potrošača. Na primjer, pojava kelpa je često povezana s uzlaznim strujama koje donose neobično velike koncentracije hranjivih tvari. Ovo omogućava kelpima da rastu i podržavaju biljoždere, koji opet podržavaju potrošače na višim trofičkim razinama. Za razliku od toga, u procesu "odozgo prema dolje" grabežljivci ograničavaju biomasu vrsta na nižim razinama konzumiranjem njih. Ako nestane grabežljivaca, vrste na nižim razinama će se namnožiti jer nema vrsta koje i se njima hranile. U jednom dobro proučenom primjeru u šumama kelpa na Aljaski, morske vidre (Enhydra lutris) hranjenjem populacijom biljoždera (morskih ježinaca) održavaju sustav stabilnim. Kada vidre nestanu iz ekosustava, populacija morskih ježinaca je oslobođena kontrole vidri i raste vrlo brzo. To dovodi do povećanog pritiska biljoždera na kelpe. Propadanje samih kelpa rezultira gubitkom fizičke ekosustavne strukture, a potom i gubitkom drugih vrsta povezanih s ovim staništem. U ekosustavima šuma kelpa na Aljaski, morske vidre su ključna vrsta koja posreduje u trofičkoj kaskadi. U Južnoj Kaliforniji šume kelpa preživljavaju bez morskih vidri jer populaciju morskih ježinaca umjesto njih kontroliraju velike ribe i jastozi. Učinak odstranjivanja jednog grabežljivca u ovom sustavu se razlikuje od onog na Aljaski, zato što postoji još grabežljivaca koji mogu nastaviti kontrolirati morske ježince. Međutim, odstranjivanje više grabežljivaca može učinkovito osloboditi morske ježince od pritiska grabežljivaca i dozvoliti da sustav krene prema degradaciji šuma kelpa. Slični primjeri postoje i u Novoj Škotskoj, Južnoj Africi Australia i Čileu. Relativna važnost procesa "odozgo prema dolje" naprema "odozdo prema gore" u ekosistemima šuma kelpa i snaga trofičkih interakcija su i dalje predmet izčavanja znanstvenika.
Prijelaz od šuma kelpa do uništenih krajolika kojima dominiraju morski ježinci je čest fenomen koji često nastane od trofičkih kakada opisanih iznad; te dvije faze se smatraju alternativnim stabilnim stanjima ekosustava. Oporavak šuma kelpa s ogoljenog prostora je zabilježen nakon dramatičnih uznemiravanja, poput bolesti morskih ježinaca ili velikih promjena u termalnim prilikama. Oporavak sa srednje razine uništenja je teže predvidjeti i ovisi o kombinaciji abiotičkih čimbenika i biotičkih međudjelovanja.
Iako su obično morski ježinci dominantni biljožderi, drugi sa značajnom snagom u međudjelovanjima su i zvjezdače, izopodi, krabe i ribe biljožderi. U mnogim slučajevima, ovi organizmi se hrane kelpom koji je uklonjen iz substrata i pluta blizu dna mora, više nego što troše energiju u traženju nedirnutih kelpa. Kada ima dovoljno odumrlog kelpa, ovi biljožderi nisu prijetnja ekosustavu; ali kada nema dovoljno mrtvog kelpa, biljožderi iravno utiču na fizičku strukturu ekosustava. Mnoga proučavanja u Južnoj Kaliforniji su pokazala da dostupnost mrtvog kelpa utječe i na ponašanje morskih ježinaca. Mrtvi kelpi i tvari koje potječu od kelpa su također važni za subvencioniranje graničnih staništa, poput pješčanih plaža i kamenitih mjesta.

## Dinamika područja
Još jedno područje istraživanja šuma kelpa je usmjereno na razumijevanje prostorno-vremenskih svojstava dijelova kelpa. Ne samo da takva dinamika utječe na fizički krajolik, već utječe i na vrste koje su povezane s kelpima u vidu skrivanja i hranjenja među njima. Velika uznemiravanja okoliša su dala važan uvid u mehanizam i otpornost ekosustava. Primjeri uznemiravanja okoliša su sljedeći:
- Akutno i kronično zagađenje se pokazalo da utiče na šume kelpa na jugu Kalifornije, iako izgleda da intenzitet utjecaja ovisi i o prirodi zagađivača i o duljini vremena tijekom kojeg su kelpi bili njima izloženi. U zagađenje se mogu ubrajati i taloženje sedimenata i eutrofikacija iz kanalizacije, industrijski nusproizvodi i zagačivači poput PCB-a i teških metala (na primjer, bakar, cink), otjecanje organofosfata iz zemljoradničkih područja, kemikalije protiv obrastanja algama (koje sprječavaju da alge rastu po brodu) koje se koriste u lukama i marinama (na primjer TBT i kreozot) i kopneni patogeni.
- Katastrofalne oluje mogu ukloniti krošnje kelpova na površini valovima, ali obično ostave kelpe na nižim katovima netaknutima; one mogu također ukloniti morske ježince kada je dostupno malo mjesta za skrivanje. Razbacane čistine u krošnjama stvaraju morski mozaik u kojem svjetlost prolazi dublje u šumu kelpa i vrste koje su obično ograničene na donje katove zbog nedostatka svjetlosti sada mogu bujati. Slično tome, substrat oslobođen od korjenčića kelpa može omogućiti prostor za sesilne vrste da zauzmu to mjesto; ponekad se one izravno natječu s mladim kelpima i čak nastanjuju njihovo mjesto.
- Tijekom El Niñoa nastaju depresije u oceanskim termoklimama, smanjenje hranjivih tvari i promjene kod oluja. Stres zbog tople vode i smanjene količine hranjivih tvari mogu povećati osjetljivost kelpa na štetu nastalu od oluja i biljoždera, a ponekad čak i nestanu. Stanje oceana (tj. temperatura vode, struje) utječe na uspjeh kelpa i njihovih takmaca, što ima jasan utjecaj na interakciju između vrsta i dinamiku šume kelpa.
- Izlovljavanje vrsta na višim trofičkim razinama koje prirodno reguliraju populaciju biljoždera je također priznato kao važan stresni čimbenik šuma kelpa. Upravljači i ishodi trofičkih kaskada su važni za razumijevanje prostorno-vremenskih osobina šuma kelpa.

Uz ekološko nadgledanje šuma kelpa prije, tijekom i poslije takvih uznemiravanja, znanstvenici pokušavaju izdvojiti zamršenost dinamike šuma kelpa pomoću eksperimentalnih manipulacija. Radom na manjim prostorno-vremenskim razinama, oni mogu kontrolirati prisutnost ili odsutnost određenih biotičkih ili abiotičkih čimbenika kako bi otkrili djelatne organizme. Na jugu Australije, manipulacija krošnjom kelpa je pokazala da se relativna količina Ecklonia radiatae u krošnji može iskoristiti kao pokazatelj drugih vrsta koje su u staništu.

## Ljudska korist
Šume kelpa su tisućama godina bile važne za ljudski opstanak. Mnogi sada teoretiziraju da se prva kolonizacija Amerike desila kada su grupe ljudi, čiji je primarni izvor hrane bila riba, slijedile šume kelpa u Tihom oceanu tijekom zadnjeg Ledenog doba. Po jednoj teoriji, šume kelpa su se protezale od sjeveroistočne Azije do Tihooceanske obale Amerike i za drevne moreplovce bi imale mnogo koristi. Šume kelpa bi osiguravale mnoge mogućnosti za preživljavanje, a služile bi i kao neka vrsta štita od nemirnog mora. Osim ovih koristi, istraživači vjeruju da bi kelpi ranim moreplovcima pomagali u navigaciji, služeći kao "kelpni autoput". Teoretičari također misle da su šume kelpa ranim kolonizatorima osiguravale siguran način života jer se nisu morali prilagođavati novim ekosustavima i razvijati nove načine preživljavanja iako bi prešli tisuće kilometara. Danas ljudi love vrste koje su povezane s kelpima, poput jastoga i riba iz porodice Sebastidae. Ljudi također uzimaju sam kelp kako bi njime hranili školjke za uzgoj i kako bi iz njega izvukli alginičnu kiselinu, koja se koristi u proizvodima poput paste za zube i antacida. Šume kelpa su cijenjene za rekreacijske aktivnosti poput ronjenja i vožnje kajacima; industrija koja podržava ove športove predstavlja jednu korist povezanu s ekosustavom.

## Prijetnje i održavanje
Svojom složenošću - različitom strukturom, interakcijama i rasprostranjenošću - šume kelpa predstavljaju veliki izazov čuvarima okoliša. Teško je ekstrapolirati čak i dobro izučene trendove u budućnost jer se interakcije u ekosustavu mijenjaju pod različitim uvjetima, a nisu ni svi odnosi u ekosustavu poznati; usto, može biti nelinearnih prelazaka granica koji još nisu poznati. Glavne prijetnje su zagađenje mora i kvaliteta vode, skupljanje kelpa i ribolov, invazivne vrste i klimatske promjene. Najvećom prijetnjom kelpima se smatra prevelik ribolov u obalnim ekosustavima, jer se uklanjanjem organizama s više trofičke razine dopušta morskim ježincima da se namnože i pojedu kelpe. Održavanje bioraznolikosti je priznato kao način generalnog stabiliziranja ekosustava preko mehanizama poput funkcionalne kompenzacije i smanjene osjetljivosti na invazivne vrste.
U mnogim područjima ribolovci reguliraju skupljanje kelpa i/ili lovljenje vrsta iz šuma kelpa. Dok ovo može biti učinkovito u nekom smislu, ne mora značiti da se tako brani cjelokupni ekosustav. Zaštićena morska područja (Marine protected areas (MPA)) omogućavaju jedinstveno rješenje koje obuhvaća ne samo određene vrste za skupljanje nego i međudjelovanja i mjesni okoliš kao cjelinu. Neposredna korist MPA-a za ribolov je zabilježena u širom svijeta. Neizravne koristi su se također pokazale u nekoliko slučajeva među vrstama poput školjaka i riba u Srednjoj Kaliforniji. Najvažnije, proučavanja su pokazala da MPA-i mogu biti učinkoviti u zaštiti postojećih ekosustava šuma kelpa i mogu također dopustiti regeneraciju onih koji su uništeni.

## Vanjske poveznice

### Sestrinski projekti
|  | Zajednički poslužitelj ima još gradiva o temi Šuma kelpa |

### Mrežna sjedišta
- Marine Education Society Australia: Kelp Forests (engl.)
- Monterey Bay National Marine Sanctuary: Kelp Forest and Rocky Subtital Habitats  Arhivirana inačica izvorne stranice od 22. ožujka 2007. (Wayback Machine) (engl.)
- Stonybrook University: Kelp forests  Arhivirana inačica izvorne stranice od 15. siječnja 2020. (Wayback Machine) (engl.)